# Congregazione di Carità
Die Congregazione di Carità ist die Bezeichnung für die staatlichen Institutionen des 19. Jahrhunderts um die Bedürfnisse der armen Bevölkerung zu befriedigen. In Italien wurden die von den karitativen und wohltätigen Einrichtungen der katholischen Kirche benötigten Immobilien in die Kongregation aufgenommen.

## Geschichte

### Vor der Vereinigung
Nach der napoleonischen Invasion in Italien und mit der Schaffung der Vasallenstaaten begann ein Prozess der Zerschlagung und Straffung der kirchlichen karitativen und wohltätigen Einrichtungen. Dieser Prozess führte zur Gründung eines Leitungsgremiums, der so genannten Congregazione di carità.
Mit dem Dekret vom 3. August 1803, hat der Vizepräsident der Italienischen Republik, Francesco Melzi d’Eril eine vorläufige Regelung für die Verwaltung und den Schutz von Eigentum religiöser oder karitativer Einrichtungen eingeführt.
Am 5. September 1807 regelte ein Dekret des Vizekönigs des italienischen Königreichs, Eugène de Beauharnais, die öffentliche Wohltätigkeit. Der darauf folgende Erlass vom 21. Dezember 1807 legte die Zuständigkeit des Innenministers fest, während die Gemeinden für die Bedürfnisse von Krankenhäusern, Waisenhäusern und Wohltätigkeitseinrichtungen zuständig waren. Das Vermögen, das zuvor diesen Institutionen gehörte, wurde an die Congregazione di carità übertragen, die von rechtschaffenen Bürgern der Gemeinde verwaltet wurde.
Nach einer vorübergehenden Auflösung wurden die Kongregationen von der österreichischen Regierung für das Königreich Lombardo-Venetien mit einer vereinfachten Verwaltung reaktiviert.

### Nach der Vereinigung
Nach der nationalen Vereinigung Italiens wurde mit dem Gesetz Nr. 753 vom 3. August 1862 („Rattazzi-Gesetz“) die Congregazione di Carità mit dem Ziel gegründet, die Verwaltung von Gütern zu übernehmen, die für die Bereitstellung von Subventionen und anderen Leistungen für die Armen bestimmt sind. Das Gesetz sah für jede Gemeinde eine Wohltätigkeitsorganisation vor. Die eigentliche Entscheidung über die Gründung der Organisation oblag jedoch unabhängig dem Stadtrat.
Die Leitung der Kongregation wurde einem vom Stadtrat gewählten oder kooptierten Vorstand übertragen. Die Maßnahme übertrug den Gemeinden die Aufsicht über die Opera Pia und Kontrollen ihrer Finanzen.
Das Reformgesetz vom 17. Juli 1890 (das so genannte „Crispi-Gesetz“") verpflichtete jede Gemeine eine Congregazione di carità einzurichten. Sie schuf mit dem Provinzverwaltungsrat auch ein Gremium der es der Zentralregierung ermöglichte die Arbeit der Kongregationen zu kontrollieren. Der zentralisierende Charakter des Gremiums zeigte sich darin, dass der Präfekt den Vorsitz führte.

### Abschaffung
Mit dem Gesetz Nr. 847 vom 3. Juni 1937 wurden die Kongregationen aufgehoben. Die bisher von ihnen ausgeübten Befugnisse gingen auf die städtischen Hilfsorgane (ECA) über.

## Gesetze
- Dekret 3. August 1803 (= d. 3 ago 1803)
- Dekret 5. September 1807 (= d. 5 set 1807)
- Dekret 21. Dezember 1807 (= d. 21 dic 1807)
- Gesetz 20. November 1859 (= l. 20 nov 1859)
- Gesetz 3. August 1862, Nr. 753 (= l. 753/1862)
- Gesetz 17. Juli 1890, Nr. 6972 (= l. 6972/1890)
- Dekret 5. Februar 1891 (= d. 5 feb 1891)
- Gesetz 3. Juni 1937, Nr. 847 (= l. 847/1937)